# Friedrichsgabekoog
Friedrichsgabekoog là một đô thị thuộc huyện Dithmarschen, trong bang Schleswig-Holstein, nước Đức. Đô thị Friedrichsgabekoog có diện tích 8,62 km², dân số thời điểm 31 tháng 12 năm 2006 là 66 người.